# Berufsakademie Gera

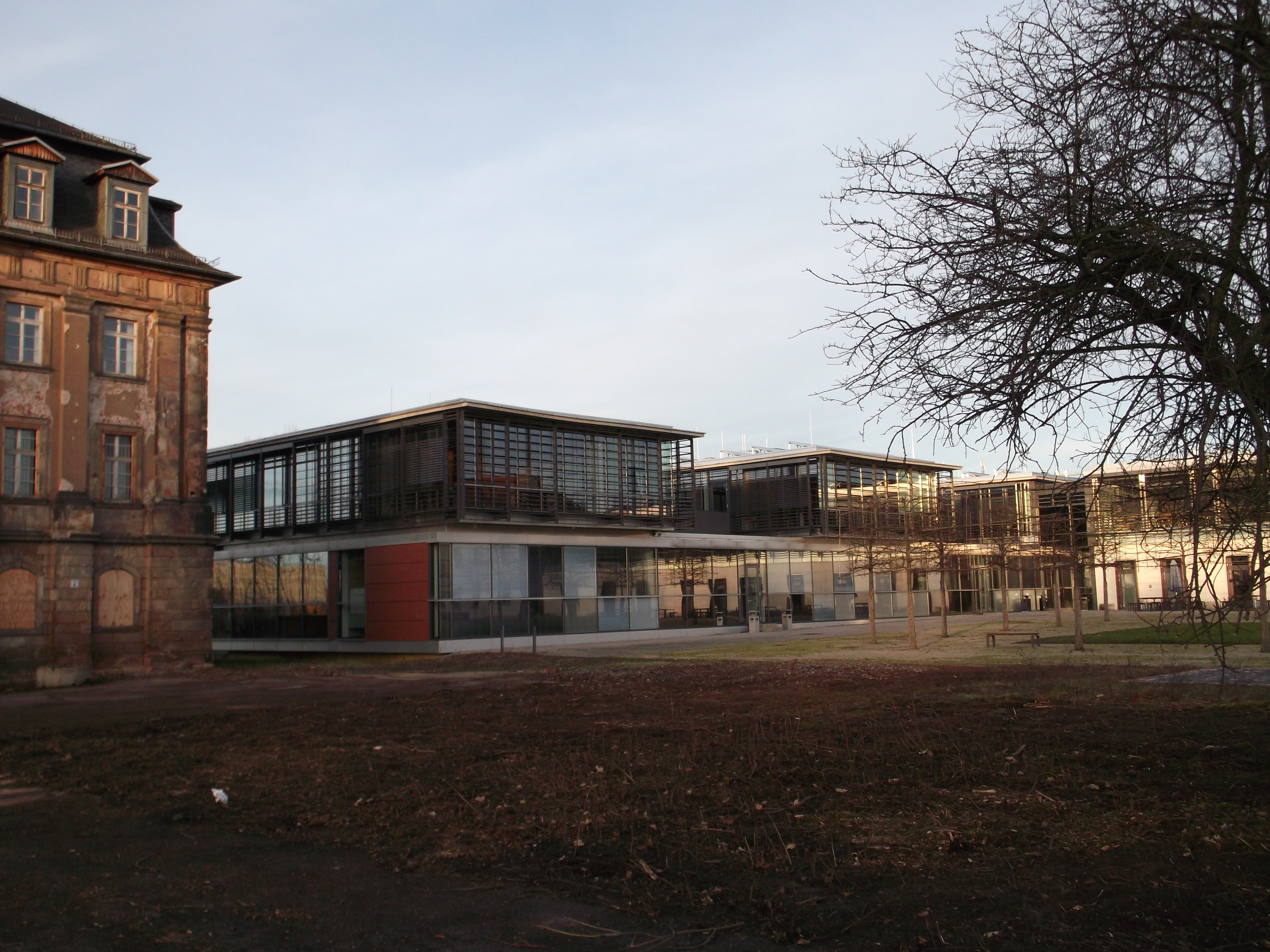
Gebäude der Berufsakademie im Jahr 2012; am linken Bildrand das damals noch unsanierte Schloss Tinz

Die Berufsakademie Gera (University of Cooperative Education) wurde 1998 gegründet und war einer der Standorte der Staatlichen Studienakademie Thüringen. Mit Wirkung vom 1. September 2016 errichtete der Freistaat Thüringen die Duale Hochschule Gera-Eisenach mit Verwaltungssitz in Gera als Rechtsnachfolgerin der Staatlichen Studienakademie Thüringen.

## Das Studium an der BA
Das Studium an der BA Gera war gekennzeichnet durch einen Wechsel von Theorie und Praxis. Innerhalb der Studienzeit von drei Jahren wurden die Absolventen neben dem Studieren an der Berufsakademie auch durch berufliche Aufgaben von anleitenden Praxispartnern ausgebildet. Über die gesamte Studienlaufzeit erhielt der Studierende vom Praxispartner eine staatlich festgelegte Mindestausbildungsvergütung.

### Studienablauf
Das Studium begann jeweils zum ersten Oktober. Die Studiendauer betrug drei Jahre beziehungsweise sechs Semester. Ein Semester teilte sich in zwölf Wochen Theoriephase sowie zwölf Wochen Praxisphase. Am Ende jeder Theoriephase wurde das gelernte Wissen durch Abschlussklausuren oder Seminararbeiten geprüft. Die Praxisphase fand beim Ausbildungsunternehmen statt. 

## Angebotene Studienrichtungen
- Studienbereich Soziales:
  - Rehabilitation
  - Soziale Dienste

- Studienbereich Technik:
  - Elektrotechnik/Automatisierungstechnik
  - Praktische Informatik
  - Informations- und Kommunikationstechnologien
  - Wirtschaftsingenieurwesen Elektrotechnik

- Studienbereich Wirtschaft:
  - Handel
  - Industrie
  - Logistik
  - Management im Gesundheitswesen
  - Management in öffentlichen Unternehmen und Einrichtungen
  - Wirtschaftsinformatik
  - Wohnungs- und Immobilienwirtschaft
  - Sozialwirtschaft

Die Berufsakademien Gera und Eisenach haben seit Oktober 2006 Bachelor-Studiengänge angeboten. 

## Weiterbildung
Die Berufsakademie Gera war seit Dezember 2009 von der Bundesakademie für öffentliche Verwaltung als Zertifizierungsstelle für IT-Sicherheitsbeauftragte akkreditiert. Sie führte eine Ausbildung und Zertifizierung von IT-Sicherheitsbeauftragten nach IT-Grundschutz durch.